# Lombo (gastronomia)
O lombo é um corte de carne das costas do gado bovino e do suíno.
O lombo do suíno é comumente chamado de lombinho de porco (no Brasil), é uma carne rica em proteínas e em vitamina B1, com um índice menor de colesterol que os outros cortes suínos. O lombinho assado é também um prato típico do churrasco gaúcho.

## Informação nutricional
| Lombo de porco (lombinho): Valor calórico | 181,30 kcal | 5% |
| Lombo bovino (acém): Valor calórico       | 108,26 kcal | 4% |

Obs.: Valores diários com base em dieta de 2.500 calorias, porção de 100 g com referência para animais do Brasil.